# Уряд штату Уттаракханд
Уряд штату Уттаракханд (англ. The Government of Uttarakhand або State Government of Uttarakhand) — вищий орган владт індійського штату Уттаракханд та його округів. Він складається з виконавчої, судової і законодавчої гілок. Як і у решті індійських штатів, офіційним головою штату губернатор, призначений президентом Індії за рекомендацією Союзного кабінету, його позиція переважно представницька. Головний міністр є головою виконавчої влади. Столицею штату є місто Деградун, де знаходяться Ззаконодавчі збори і секретаріат головного міністра. Найвищий судовий орган, Високий суд, розташований у місті Найнітал. Законодавча влада представлена однопалатними Законодавчими зборами, що складаються з 70 депутатів. Вони обираються строком на 5 років, якщо Збори не будуть розпущені.